# Віртуальне мистецтво

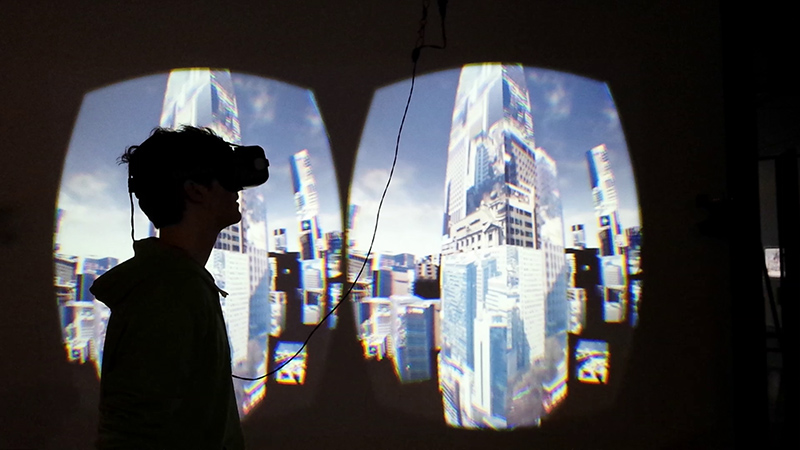
«10000 рухомих міст» Марка Лі

Віртуальне мистецтво — це термін на позначення мистецтва, створеного та віртуалізованого за допомогою технічних засобів масової інформації. Подібне мистецтво поширюється з кінця 1980-х років. Твори віртуального мистецтва включають в себе людино-машинні інтерфейси, такі як кімнати віртуальної реальності, стереоскопічні окуляри і екрани, цифровий живопис і скульптуру, генератори тривимірного звуку, тактильні рукавички даних, датчики положення, тактильні та кінетичні системи зворотного зв'язку тощо. Більшість сучасного мистецтва, згідно Френка Поппера, віртуалізовано.

## Обсяг поняття
Під віртуальним мистецтвом розуміється пост-конвергентна форма мистецтва, заснована на об'єднанні мистецтва й техніки, що приймає всі попередні форми медіа. Такий погляд на віртуальне мистецтво поділяють зокрема Джек Бернем («Beyond Modern Sculpture», 1968) і Джин Янгблуд («Expanded Cinema», 1970). Оскільки віртуальне мистецтво може включати віртуальну реальність, доповнену або гібриду реальності, воно вбачається і в таких творах, як відеоігри та фільми.
У своїй книзі «Від технологічного до віртуального мистецтва» Френк Поппер простежує розвиток імерсивних інтерактивного нових медіа від його історичних попередників через сучасне цифрове мистецтво, комп'ютерне мистецтво, кібернетичне мистецтво, мультимедіа та мережеве мистецтво. Поппер показує, що сучасне віртуальне мистецтво є продовженням технологічного мистецтва кінця ХХ століття, а також відгалуженням від нього. Що є нового в цьому новому медіа-мистецтві, на його думку, — це гуманізація технології, її акцент на інтерактивності, її філософське дослідження реального і віртуального, мультисенсорний характер. Далі він стверджує, митців, які практикують віртуальне мистецтво, відрізняє від традиційних митців пільне прагнення до естетики та технології . Їх «позахудожні» цілі, пов'язані з їх естетичними намірами, стосуються не тільки науки і суспільства, а й основних потреб і спонукань людини.
Щоб пояснити і проілюструвати появу техно-естетики, Поппер підкреслює широту й багату спадкованість віртуального мистецтва. Що стосується віртуального мистецтва, то підкреслюється його відкритість як з точки зору митців і їхньої творчості, так і з точки зору сприймачів, які продовжують дотворення у своєму мисленні та діях. Ця схильність до відкритості у віртуальному мистецтві простежується у теоріях Умберто Еко та інших естетиків.

## У віртуальному світі
Віртуальне мистецтво можна побачити у віртуальних світах, таких як середовища Second Life, і Inworldz, де користувач може здійснювати все можливе, втілюючись у віртуальному світі аватаром. У віртуальному світі здібності аватара варіюються від звичайної ходьби до таких неможливих в реальності, як політ. Середовище та декорації таких середовищ подібні до реального світу, за винятком того, що його можна змінити аватаром. Світи, такі як Inworldz і Second Life, мають редактори, які дозволяють користувачеві здобувати власний досвід обраним ним чином. Користувач не скутий обмеженнями фізики чи принципової неможливості чого-небудь, з якими він стикається в реальному світі.
Віртуальне мистецтво включає безліч комп'ютерних програм і не має зовнішніх обмежень, проявляючись у анімації, фільмах, відеоіграх тощо. Так вона стає все більш і більш популярною і значним, дозволяючи людям жити іншим життям. З розвитком технологій віртуальне мистецтво швидко трансформувалося і розвинулося від простих двовимірних 8-бітних представлень до реалістичних тривимірних моделей об'єктів.

## Видатні художники
- Mark Amerika
- (art)n
- Maurice Benayoun
- Shawn Brixey
- Geoff Bunn
- Miguel Chevalier
- Harold Cohen
- Susan Collins
- Brody Condon
- Edmond Couchot
- Char Davies
- Elizabeth Diller and Ricardo Scofidio
- Pascal Dombis
- Ken Feingold
- Ebon Fisher
- Scott Fisher
- Alexander R. Galloway
- Ken Goldberg
- Valéry Grancher
- Mark Sedgwick
- Genco Gulan
- Lynn Hershman
- Hugo Heyrman
- Perry Hoberman
- Jenny Holzer
- G.H. Hovagimyan
- Jodi
- Eduardo Kac
- Knowbotic Research
- John Klima
- Myron Krueger
- Brenda Laurel
- George Legrady
- Marc Lee
- Patrick Lichty
- Takahiko Iimura
- Margot Lovejoy
- Rafael Lozano-Hemmer
- John Maeda
- Michael Naimark
- Joseph Nechvatal
- Orlan
- Mark Pauline
- Simon Penny
- Michael Rees
- Miroslaw Rogala
- David Rokeby
- Stefan Roloff
- Joachim Sauter
- Julia Scher
- Paul Sermon
- Jeffrey Shaw
- Wolfgang Staehle
- Stelarc
- Stahl Stenslie
- Karl Sims
- Nicole Stenger
- Igor Stromajer
- Mark Tribe
- Roman Verostko
- Tamas Waliczky
- Peter Weibel